# Franco de Grisones
El franco fue la moneda del cantón suizo de Grisones entre 1798 y 1850. Se subdividía en 10 Batzen, cada Batzen se dividía en 6 Bluzger.

## Historia
El franco suizo era la moneda de la República Helvética desde 1798. Pero este país paralizó la acuñación de su moneda en 1803. En esa situación, este cantón comenzó a acuñar sus propias monedas entre 1808 y 1809. En 1850, el franco suizo fue reintroducido, a una tasa de cambio de 1 ½ de francos suizos = 1 Franco de Grisones.

## Monedas
Monedas de 1/6, 1/2 y 1 Batzen fueron producidas en vellón, también se acuñaron monedas de 5 y 10 Batzen en plata.